# Lysandra maja
Lysandra maja är en fjärilsart som beskrevs av Ruggero Verity 1919. Lysandra maja ingår i släktet Lysandra och familjen juvelvingar. Inga underarter finns listade i Catalogue of Life.